# Браницкий парк

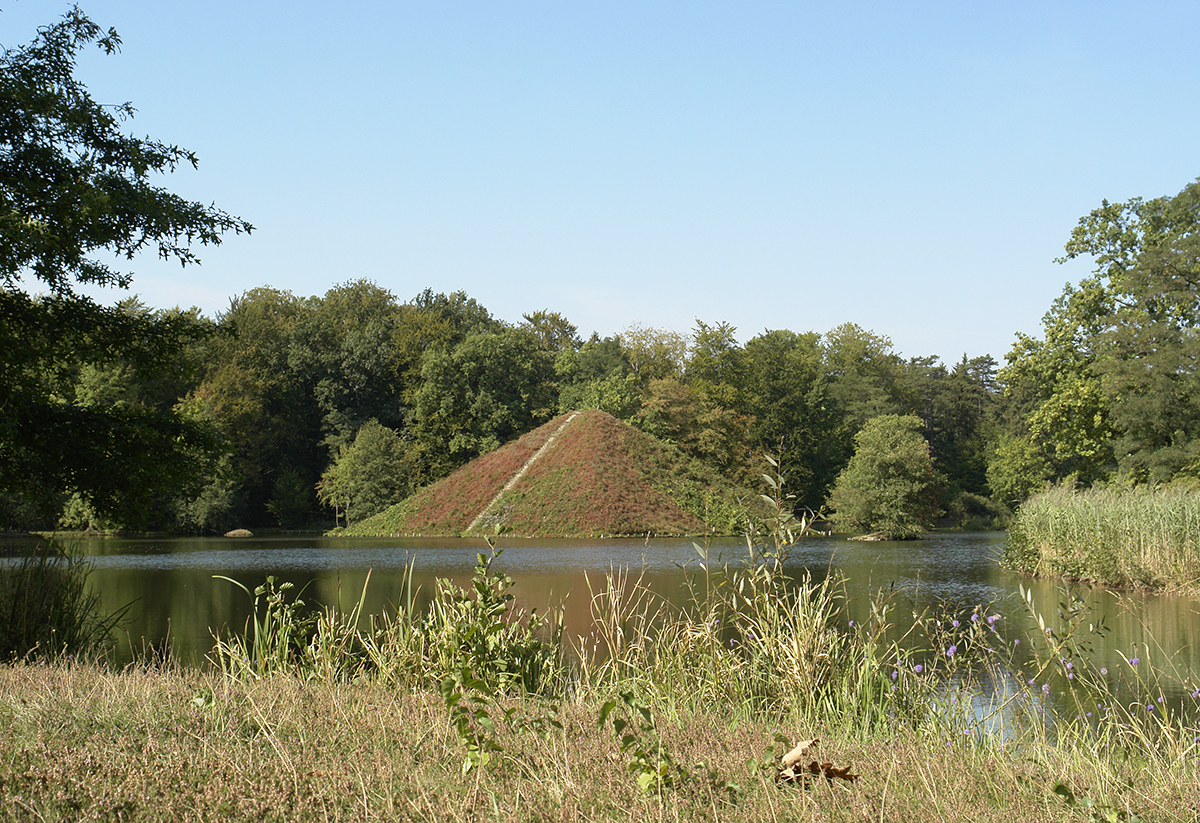
Пирамида в Браницком парке

Бра́ницкий парк (нем. Branitzer Park; (Ро́геньский парк, н.-луж. Rogeński park)) — ландшафтный парк в районе Браниц в Котбусе.
Территория парка перешла во владение графов Пюклеров в 1696 году. Парк заложили в 1846 году, когда в Браниц из-за возникших финансовых проблем переехал из своего замка с великолепным парком в Бад-Мускау Герман фон Пюклер-Мускау. В Бранице Пюклер решил также создать ландшафтный парк по английскому образцу.
В парке выделяется несколько зон. «Внутренний парк» занимает более 100 га и включает хозяйственные постройки и садовое хозяйство. Территория «внешнего парка» составляет около 600 га и включает окружающие «внутренний парк» поля. Вокруг дворца князь разбил цветочные клумбы, установил скульптуры и посадил декоративные деревья.
Парк пронизывает искусно обустроенная система водоёмов с каналами, прудами и озёрами, пополняющимися грунтовыми водами и водой из пролегающей недалеко Шпрее. Грунт из водоёмов был использован для моделирования рельефа местности, где появились холмы и низины.
Достопримечательностью парка являются пирамиды. Более крупная «пирамида на воде», построенная в 1856—1857 годах, представляет собой искусственный остров на озере. Внутри неё находятся могилы Пюклера и его супруги Люсии фон Пюклер-Мускау. С юго-восточной стороны озера находится «пирамида на суше», построенная уступами.
В Браницком дворце работает экспозиция работ уроженца Котбуса художника-пейзажиста Карла Блехена.